# Бонневилл (озеро)
Бонневилл (англ. Lake Bonneville) — историческое озеро позднего плейстоцена.
Названо озеро геологом Карлом Гилбертом в честь исследователя Дикого Запада офицера Армии США Бенджамина Луис Элали де Бонневиля. Гилберт был первым человеком, описавшим основные особенности озера, однако, многие другие исследователи этого региона уже указывали на береговую линию древнего водоёма, например, капитан Джон К. Фримонт в 1843 году и ещё раньше священник Сильвестр Велес де Эскаланте в 1776 году. Последний после посещения озера Юта написал в своём дневнике: «Это место, которое мы назвали Льяно-Саладо, потому что мы нашли там несколько тонких белых ракушек, кажется, когда-то было гораздо бо́льшее озеро, нежели нынешнее».
Большое бессточное озеро образовалось в ледниковый период 13-30 тыс. лет назад западнее хребта Уосатч в Большом Бассейне. В период наивысшего уровня воды (около 18 тыс. лет назад) оно покрывало площадь около 51 тыс. км², что сравнимо с современными Великими озёрами Гурон или Мичиган. Оно занимало территорию запада Юты, северо-востока Невады и юга Айдахо.
Исчезновение озера стало результатом изменения климата. Прибывающая вода вызвала наводнение, прорвавшее естественную дамбу на севере. Вода попала в реку Портнёф и, далее, через реку Колумбия достигла Тихого океана. Уровень воды резко снизился, оставив более мелкие водоёмы, некоторые из которых впоследствии пересохли. От исторического озера в настоящий момент осталось множество озёр, крупнейшие из них — Большое Солёное озеро, Юта, Севир, а также солевые отложения Бонневилл в округе Туэле, которые часто упоминают как озеро Бонневиль.

## Галерея

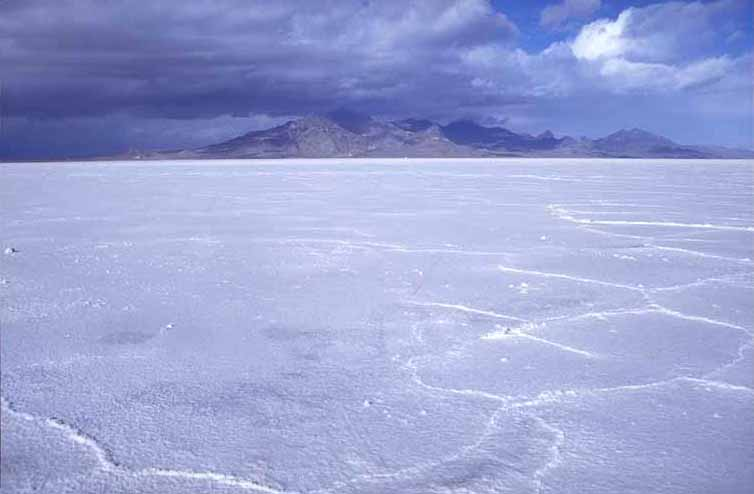
Солончаки Бонневилл
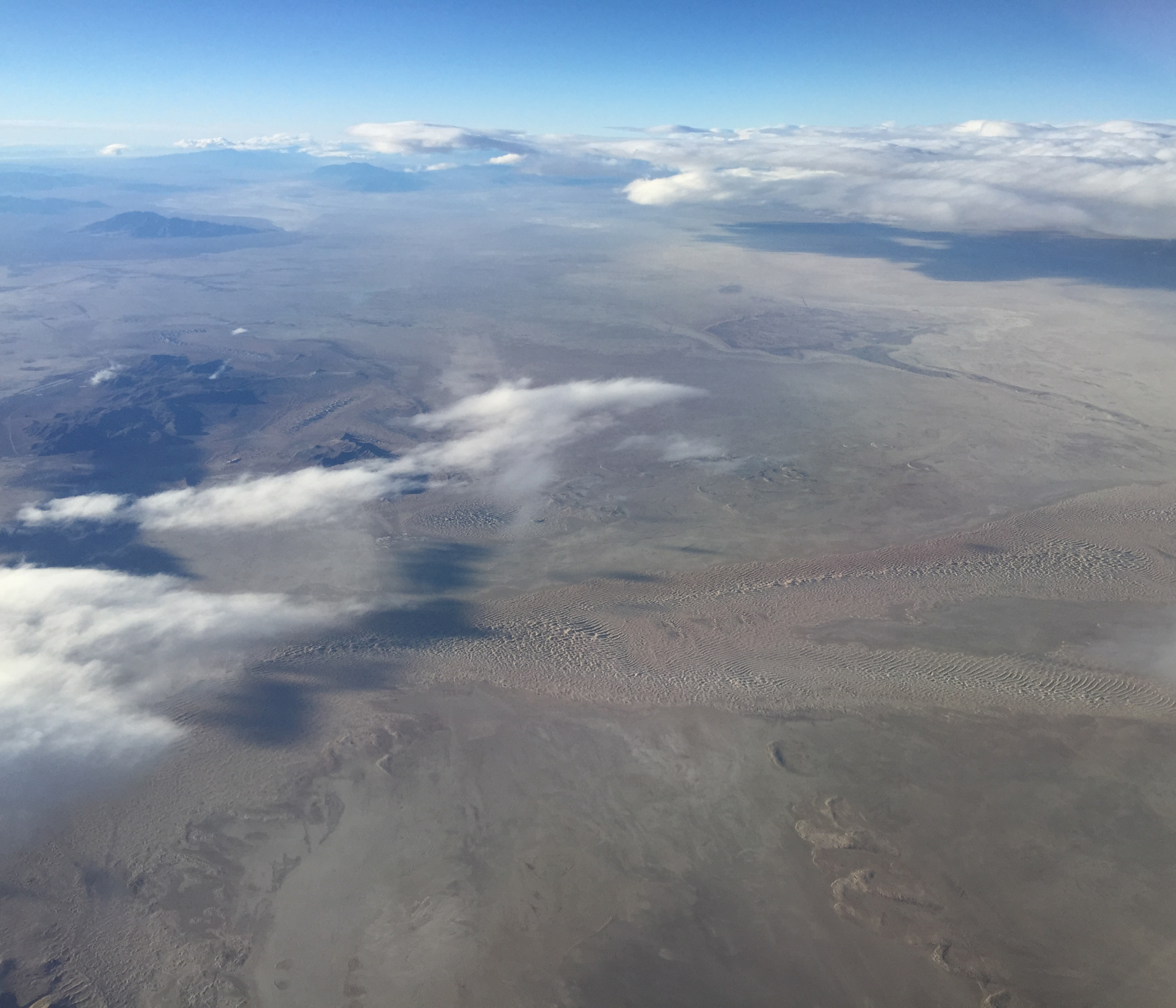
Современная территория бывшего озера с высоты птичьего полёта
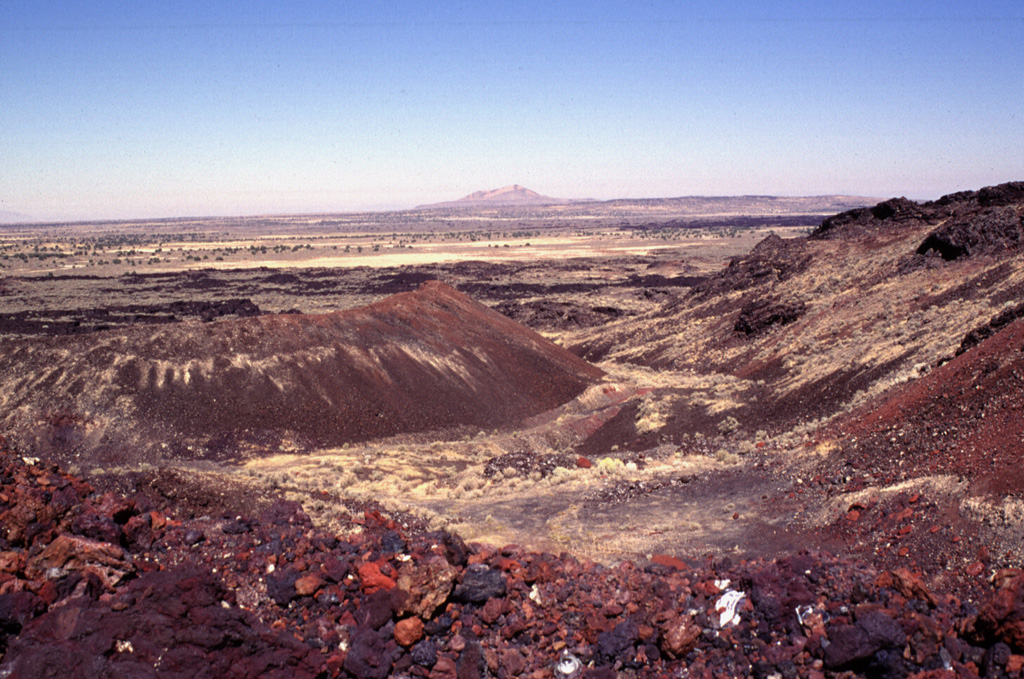
Вулканическое поле Блэк-Рок-Дезерт
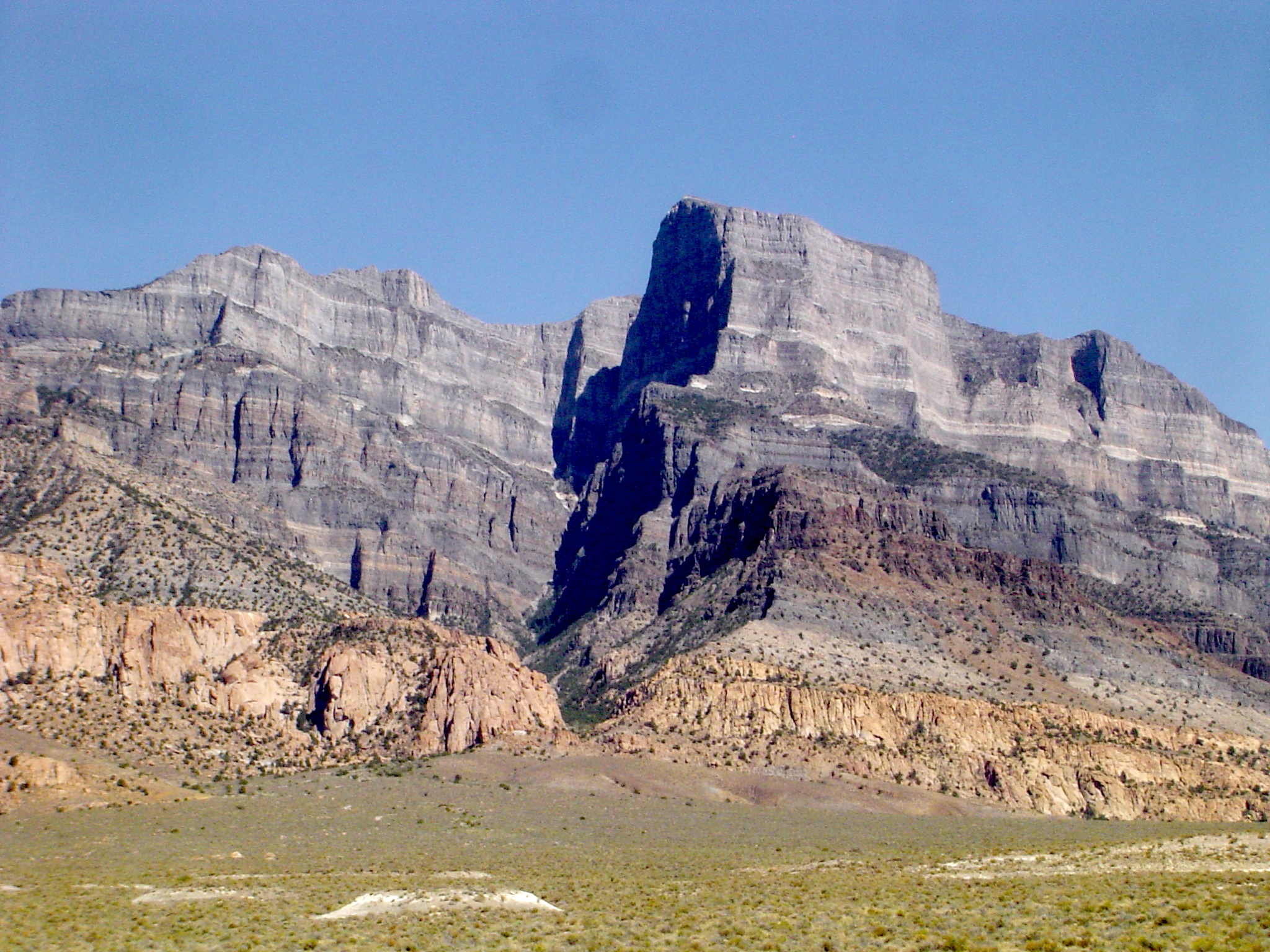
Лакколиты на месте озера